# Luis Menéndez
Luis Menéndez Sánchez (Valladolid, 9 gennaio 1931) è un ex calciatore spagnolo.

## Carriera
In attività giocava come portiere. Con l'Atlético Madrid vinse una Coppa Eva Duarte e un Trofeo Zamora.

## Palmarès

### Club

#### Competizioni nazionali
- Coppa Eva Duarte: 1

Atlético Madrid: 1951
- Segunda División (Spagna): 1

Betis: 1957-1958

### Individuale
- Trofeo Zamora: 1

1953-1954